# Грусть Дориана
«Грусть Дориана» (англ. Dorian Blues) — фильм о молодом парне, который решает бороться со своей гомосексуальностью, пока не осознаёт, что он гей навсегда. В основу сюжета сценаристом Теннисоном Бардвеллом положена реальная история его соседа по комнате во время учёбы в колледже. Премьера картины состоялась на кинофестивале «Синеквест» в Сан-Хосе в 2004 году.

## Сюжет
Дориан осознаёт, что он гомосексуал во время последнего года учёбы в средней школы. После контакта с другим геем он обращается за помощью сначала к психологу, затем к церкви и, наконец, решает все рассказать своему брату Ники. Тот уговаривает Дориана «бороться и не сдаваться», ведет его на стриптиз-шоу, договаривается о его встрече с проституткой. Дориан решает все рассказать отцу, который, узнав правду, выгоняет сына из дома. Переехав в Нью-Йорк, Дориан начинает встречаться с парнем, который бросает его через пару месяцев. В Нью-Йорк к Дориану приезжает Ники, его спортивная карьера пошла наперекосяк. В это время становится известно, что от сердечного приступа умер отец. Фильм заканчивается похоронами, после которых мать говорит, что очень сожалеет, что не остановила отца, когда тот был враждебен к Дориану. Она просит сына не уподобляться ему и быть добрее к людям.

## В ролях
| Актёр                 | Роль           |
| --------------------- | -------------- |
| Майкл МакМиллиан      | Дориан Лагатос |
| Лиа Коко              | Ники Лагатос   |
| Стив Флетчер          | Том Лагатос    |
| Мо Куигли             | Мария Лагатос  |
| Райан Келли Берковитц | Тиффани        |